# Bundesverband Glasfaseranschluss
Der Bundesverband Glasfaseranschluss e. V. (BUGLAS) ist ein Verband, der durch Lobbyismus Unternehmen vertritt, die mit dem Auf- und Ausbau oder Betrieb von Glasfasernetzen befasst sind oder diese Unternehmen beraten oder beliefern.

## Entstehung und Organisation
Der Verband ist ursprünglich aus dem Bundesverband Breitbandkommunikation (BREKO) hervorgegangen. Zum 7. Februar 2009 traten die beiden Mitglieder M-net und NetCologne wegen Uneinigkeiten über zentrale Regulierungsfragen aus dem Bundesverband Breitbandkommunikation aus und gründeten den BUGLAS, um einen auf die Glasfaserbranche spezialisierten Fachverband zu gründen. Die ersten Vorstände waren Hans Konle und Werner Hanf; Geschäftsführer wurde im November 2009 Benedikt Kind, der zuvor beim BREKO im Bereich Recht & Regulierung tätig gewesen war.
Im Februar 2024 haben die Gründungsmitglieder M-net und NetCologne ihren Austritt aus dem Buglas angekündigt. Der Verband nennt eine Mitgliedszahl von rund 170 Unternehmen (Stand: Januar 2024).